# Dan Smith
Daniel Campbell "Dan" Smith (Londres, 14 de julio de 1986) es un cantante, compositor, productor y escritor británico. Es vocalista principal y fundador de la banda de rock alternativo Bastille. La banda se fundó en 2010, pero su popularidad aumentó con el lanzamiento de su sencillo «Pompeii» en enero de 2013 del álbum Bad Blood, siendo su sencillo más vendido, llegando a estar en el Billboard Hot 100.

## Primeros años y educación
Smith se crio en el sur de Londres y estudió en el Kings College School en Wimbledon. Smith continuó sus estudios en la Universidad de Leeds, donde se graduó en Literatura Inglesa.

## Carrera en solitario
A los 15 años, Smith comenzó a escribir canciones en el piano y en su ordenador portátil, pero se lo ocultó a sus amigos y familiares. Eso fue hasta que su secreto fue descubierto por un amigo que se topó con su música y se decidió a inscribirlo en una competición local, cuyo premio consistía en realizar una grabación en estudio y tocar en un concierto.  Algunas de sus grabaciones incluyeron "Alchemy", "Words Are Words", y "Irreverence". Su compañero de banda, el batería Chris "Woody" Wood, definió sus primeras canciones como "de izquierdas". Smith no alcanzó el éxito comercial en su carrera en solitario durante esta etapa, pero continuó escribiendo canciones tanto solo como con su amigo y compañero de habitación Ralph Pelleymounter, de To Kill A King. Los dos formaron un proyecto paralelo llamado "Hanging Annie Oakley", que fue descrito como "cowboy" por Pelleymounter.
Tras recibir un folleto en su buzón, y tras la insistencia de su madre, llamó a Wood, que estaba buscando estudiantes de batería. Smith fue a conocer a Wood con la esperanza de poder formar una banda con alguno de sus estudiantes, pero Wood quedó tan impresionado con las canciones de Smith que estuvo dispuesto a convertirse en el batería de la banda él mismo.
En 2015, Smith participó como vocalista en la canción "La Lune", escrita y producida por el DJ francés Madeon para su álbum de 2015 Adventure. El mismo año, Dan Smith coescribió "Better Love" con Foxes y aportó voces a la canción, que fue estrenada el 4 de septiembre de 2015.

## Influencias
Smith es un gran fan de la serie de televisión Twin Peaks, y de su creador, David Lynch. La serie inspiró una de las primeras canciones que grabó, "Laura Palmer", y su primer sencillo de Virgin Records, "Overjoyed". Smith había dicho previamente que su trabajo anterior fue fuertemente influenciado por artistas como Regina Spektor.

## Vida personal
Smith es un buen amigo de los miembros de la banda de rock To Kill A King. Él compone todas las canciones de "Bastille", además de remixes y covers, y trabajó con su amigo Mark Crew para producir Bad Blood. Toca instrumentos incluyendo el piano, teclado, percusión, guitarra, melódica y voz. Los padres de Smith provienen de Sudáfrica y su canción "Durban Skies" se dice que está dedicada a ellos. La canción cuenta la historia de cómo sus padres se conocieron, se enamoraron y se casaron.